# آی‌بک بازاروف
آی‌بک بازاروف (انگلیسی: Oybek Bozorov؛ زادهٔ ۷ اوت ۱۹۹۷) بازیکن فوتبال اهل ازبکستان است.
وی همچنین در تیم‌های ملی فوتبال زیر ۲۳ سال و بزرگسالان ازبکستان بازی کرده‌است.